# Thomas Boone
Thomas Boone (* um 1730 in England; † 25. September 1812 in Kent, England) war ein Kolonialgouverneur der Province of New Jersey und der Province of South Carolina.

## Lebenslauf
Thomas Boone wurde um 1730 als Sohn des Kaufmanns Charles Boone geboren. Der Vater war im Ostasienhandel tätig, besaß aber auch in der Province of South Carolina beträchtliche Ländereien. Die Familie war in London gut vernetzt. Es gab unter anderem Beziehungen zu Thomas Pelham-Holles. Der ältere Bruder von Thomas Boone, Charles, war Mitglied im Unterhaus und mit Horace Walpole befreundet. Thomas Boone absolvierte das Eton College und das Trinity College in Cambridge. Im Jahr 1752 kam er erstmals in die Province of South Carolina, wo er einige geerbte Ländereien auf sich registrieren ließ. Zwischen 1754 und 1758 lebte er wieder in England. Anschließend kehrte er nach South Carolina zurück.
Mit Hilfe seiner Beziehungen in London wurde Boone im Jahr 1759 zum Kolonialgouverneur der Province of New Jersey ernannt. Dieses Amt trat er am 10. Mai 1760 als Nachfolger von Francis Bernard an. Er bekleidete es bis zum Dezember 1761. Zu diesem Zeitpunkt wurde er zum neuen Gouverneur der Province of South Carolina bestellt. Diesen Posten bekleidete er zwischen dem 22. Dezember 1761 und dem 14. Mai 1764. Diese Zeit war von einem Konflikt zwischen dem Gouverneur und dem kolonialen Parlament bestimmt. Dabei ging es um die verfassungsrechtliche Frage nach dem Wahlmodus und der Rechtmäßigkeit von Wahlen zu diesem Parlament. Letztlich wollte der Gouverneur seine und damit auch die Macht der königlichen Regierung gegenüber dem Parlament stärken. In der Folge verweigerte das Parlament jedwede Zusammenarbeit mit Boone. Das betraf auch die Haushaltsdebatten. Da viele Behörden vor Ort damit ohne Haushalt waren, war die innere Ordnung gefährdet. Schließlich gab Thomas Boone im Mai 1764 sein Amt auf und kehrte nach England zurück. Sein Amt in South Carolina fiel an seinen Vizegouverneur  William Bull II, der auch sein unmittelbarer Vorgänger gewesen war.
In England übernahm Thomas Boone bis 1805 in der Zollbehörde das Amt des Commissioner of customs. Nach dem Unabhängigkeitskrieg wurde sein Besitz in South Carolina konfisziert. Er starb am 25. September 1812.